# 桑通日
桑通日（法語：Saintonge，法語發音：[sɛ̃tɔ̃ʒ]；桑通日方言：Saintonghe），又称圣通日，是法国历史上的一个行省，位于大西洋沿岸，首府桑特。
1790年法国大革命期间，桑通日成为新政府重划的83个省之一的下夏朗德省（Charente-Inférieure）的一部分。1941年二战期间，该省更名为滨海夏朗德省（Charente-Maritime）。桑通日有五分之四位于今滨海夏朗德省境内，另外五分之一中的大部分地区位于今夏朗德省，小部分向北延伸至今德塞夫勒省，此三个省份均属于今新阿基坦大区。

## 地名
“桑通日”（Saintonge）一名来自古高卢人的一支——桑托尼人，与意为圣人的词汇无关。